# بزيمة
بزيمة هي واحة في الصحراء الليبية في منطقة الكفرة في ليبيا، على بعد حوالي 150 كم شمال غرب الكفرة. تبلغ مساحتها 230 كم2 وتمتد بشكل نصف دائري حول بحيرة مالحة بطول 18 كم. تقع في الجزء السفلي من سلسلة جبلية حيث لا تزال بقايا نظام تحصين التبو مرئية. وأشجار الواحات (نخيل، تين، أثل، سنط) تحمل الكثير من الفاكهة بسبب وفرة المياه العذبة. وتقع قرية بزيمة على الشاطئ الشمالي الغربي للبحيرة.

## روابط خارجية
- Photos de l'oasis
- Photo de l'oasis
- (بالإنجليزية) « Buzaymah : Libya»